# Bącz
Bącz [bɔnt͡ʂ] (kaschubisch Bãccz, deutsch Bontsch) ist ein Dorf in der Stadt-und-Land-Gemeinde Kartuzy, in der polnischen Woiwodschaft Pommern. Es liegt 15 km westlich von Kartuzy (Karthaus) und 42 km westlich von Danzig.